# Amante (álbum)
Amante é o nono álbum de estúdio da dupla sertaneja Chitãozinho & Xororó, lançado em 1984.

## Faixas
| N.º | Título                                     | Compositor(es)                   | Duração |  |
| 1.  | "Amor Proibido"                            | Chitãozinho / Constantino Mendes | 3:53    |  |
| 2.  | "Minha Amiga"                              | Chitãozinho / Darci Rossi        | 3:28    |  |
| 3.  | "Nossas Roupas"                            | Marciano / Darci Rossi           | 3:17    |  |
| 4.  | "Matriz ou Filial"                         | Lúcio Cardim                     | 3:06    |  |
| 5.  | "Choro Apaixonado (Cheiro de Travesseiro)" | Xororó / Cláudio Fontana         | 3:05    |  |
| 6.  | "A Carne é Fraca"                          | Xororó / Darci Rossi             | 3:00    |  |
| 7.  | "Amante"                                   | José Homero / Carlos César       | 3:57    |  |
| 8.  | "Corpo Estranho"                           | Chitãozinho / Jack               | 2:28    |  |
| 9.  | "Apenas um Pecado"                         | Goiá / Zé Claudinho              | 3:25    |  |
| 10. | "Noite de Revés"                           | Chrisóstomo / José Russo         | 3:22    |  |
| 11. | "Marcados"                                 | Darci Rossi / Martinez           | 3:44    |  |
| 12. | "Dizem que sou Velho"                      | Xororó / Darci Rossi             | 2:51    |  |